# Karl Albiker

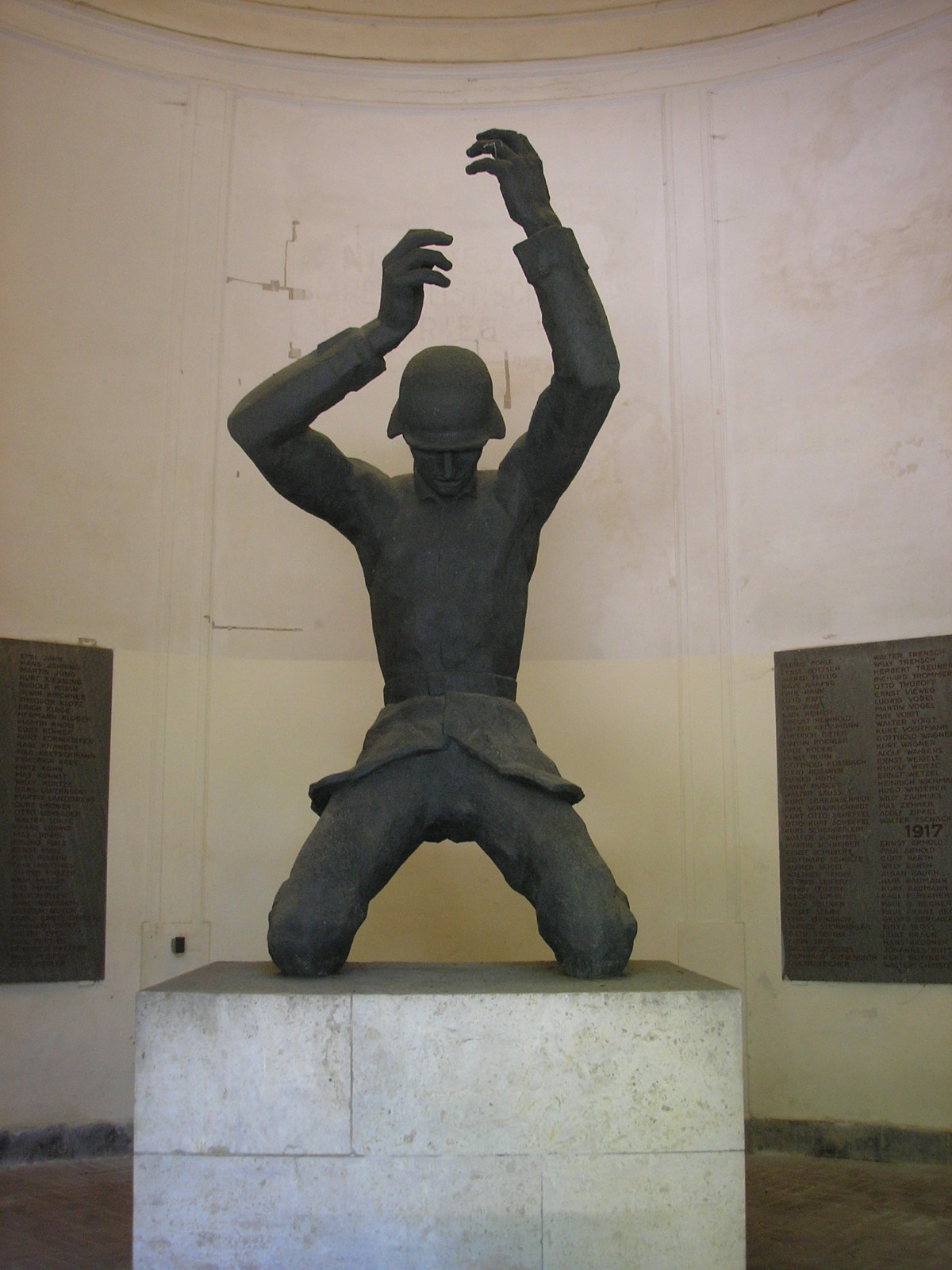
Gefallenen-Denkmal in Rotunde (Greiz)

Karl Albiker (* 16. September 1878 in Ühlingen; † 26. Februar 1961 in Ettlingen) war ein deutscher Bildhauer, Lithograf und Hochschullehrer.

## Leben und Werk
Albiker war ab 1898 Meisterschüler der Karlsruher Kunstakademie und seit der gemeinsamen Studienzeit dort unter anderem mit dem expressionistischen Maler Karl Hofer befreundet. Er bildete sich acht Monate lang in den Jahren 1899/1900 in Paris an der Académie Julian und bei Antoine Bourdelle weiter, der Assistent des von ihm bewunderten Bildhauers Auguste Rodin war und den er auch kennenlernte. Von 1900 bis 1903 lebte und arbeitete Albiker in München, von 1903 bis 1905 folgte ein Studienaufenthalt in Rom. Im Jahr 1905 bezog er in Ettlingen ein eigenes Atelierhaus. 1908 schloss er sich der Berliner Secession und der Badischen Sezession in Karlsruhe an. Die Auszeichnung mit dem Villa-Romana-Preis ermöglichte ihm 1910 einen Studienaufenthalt in Florenz, wo er sich mit dem Philosophen Leopold Ziegler anfreundete, der Albiker sein Werk Florentinische Introduktion (1911) über die Kunst widmete. Von 1915 bis 1917 hatte er als ungedienter Landsturm freiwilligen Kriegsdienst.
Im Jahr 1919 wurde Albiker als Professor an die Dresdner Kunstakademie berufen, außerdem war er auch an der Kunstgewerbeschule Dresden tätig. Er gehörte zu den bedeutenden Lehrern dieser Bildungsstätten und trat sowohl der 1927 gegründeten Badischen Secession als auch der Neuen Münchener Secession bei. Er gehörte dem Vorstand der Künstlervereinigung Dresden an und war Mitglied des Deutschen Künstlerbunds und des Deutschen Werkbunds.

In den 1920er Jahren führt er mehrere Aufträge für den öffentlichen Raum aus, besonders Gefallenendenkmäler.

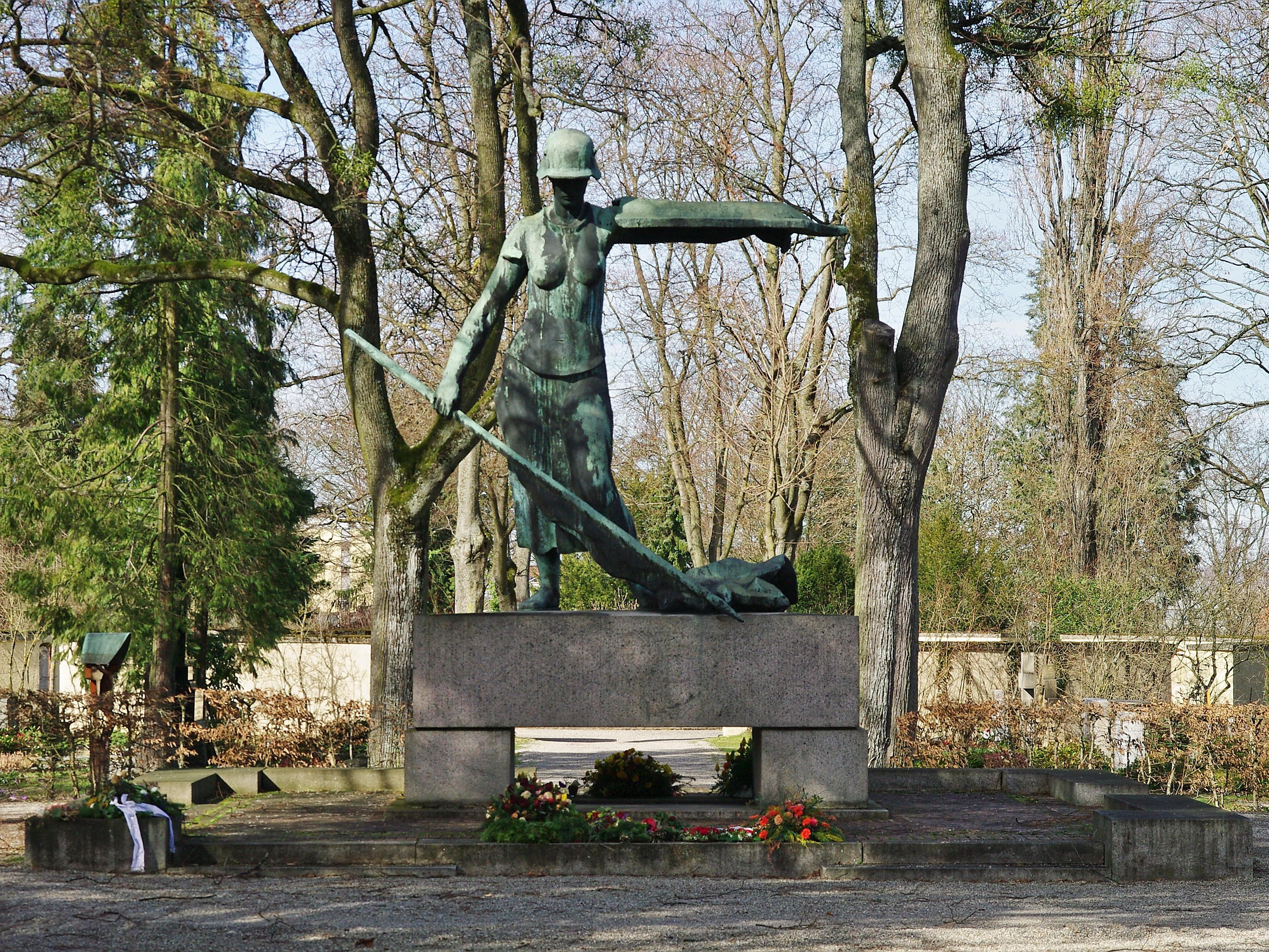
Gefallenenehrenmal Germania (Großplastik) auf dem Hauptfriedhof Freiburg im Breisgau

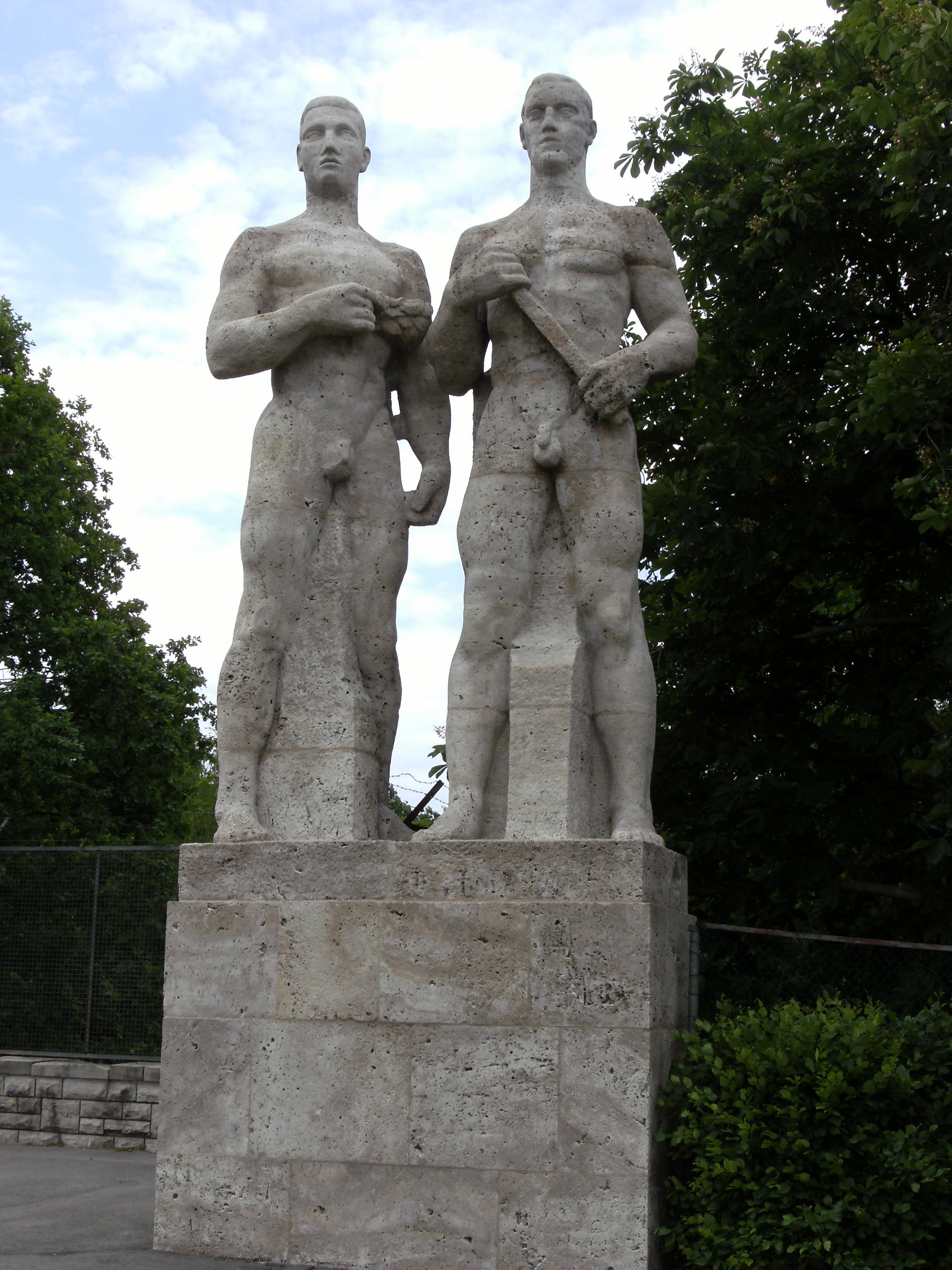
Die Staffelläufer auf dem Olympiagelände Berlin

Obwohl Albiker in theoretischen Erwägungen (1962 posthum herausgegeben) das Problem der Figur im Raum betonte, lässt sich sein Werk keiner einheitlichen Stilistik zuordnen. Es reicht von schlanken, dynamischen Bronzefiguren über  expressionistisch anmutende Figuren wie den Heiligen Sebastian oder einfühlsame Porträts hin zu ruhig stehenden Figuren im Stil Aristide Maillols. Letztere Gestaltungsweise in einer monumentalen Ausprägung wie beim Freiburger Germania-Denkmal von 1929 sollte sich ab 1933 als im Nationalsozialismus anschlussfähig erweisen.
Albiker geriet nachweislich mit der Machtübernahme der Nationalsozialisten unter publizistischen Druck, auch weil er die Berufung moderner Künstler wie Otto Dix nach Dresden unterstützte. Er verlor bis auf seine Professorenstelle alle seine Posten. Zum 1. Mai 1933 trat er der NSDAP bei (Mitgliedsnummer 2.458.650). Das nationalsozialistische Regime, dem es freilich an Künstlern fehlte, die seine Ideologie zum Ausdruck hätten bringen können, begünstigte die künstlerische Tätigkeit durch den Kunst-am-Bau-Erlass (1934) und beauftragte Bildhauer wie Karl Albiker, Richard Scheibe, Joseph Wackerle, die sich bereits in den 1920er Jahren einen Namen gemacht hatten, mit der Schaffung von Großplastiken für den öffentlichen Raum, unter anderem im Rahmen des Umbauprojektes des Berliner Sportforums zum „Reichssportfeld“. Albiker wurde 1935 kurzfristig in das Programm der plastischen Gestaltung der Anlage mit einbezogen, der Auftrag wurde ihm vermutlich durch den Dresdener Kollegen Wilhelm Kreis vermittelt, ebenso 1938 das Relief für das Dresdener Luftgaukommando. Weitere größere Werke oder Aufträge blieben aus. Albiker wirkte 1937 in der Vorauswahl der Werke für die Große Deutsche Kunstausstellung und nahm mit einem Werk teil. 1943 nahm er mit neun Arbeiten an der von Reichsleiter Baldur von Schirach organisierten Ausstellung Junge Kunst im Deutschen Reich in Wien teil, 1944 noch einmal mit einem Gipsmodell des Luftgaukommando-Frieses an der Großen Deutschen Kunstausstellung.
Albiker wurde auf der Gottbegnadeten-Liste als einer der wichtigsten bildenden Künstler des Dritten Reichs aufgeführt. Während der Luftangriffe des Zweiten Weltkriegs wurden Karl Albikers Wohnung und sein Atelier in Dresden zerstört. 1946 war er auf der Kunstausstellung Sächsische Künstler in Dresden mit drei Werken vertreten. 1947 kehrte er in seine badische Heimat zurück und gründete die Karl-Albiker-Stiftung, dank derer seine eigenen Werke sowie Werke aus seiner privaten Kunstsammlung, darunter etwa 80 Arbeiten von Karl Hofer, in den Besitz des Museums der Stadt Ettlingen kamen. Abgesehen von Aufträgen seiner Heimatstadt wurde es ruhig um ihn.
Karl Albiker war Mitglied im Deutschen Künstlerbund. Er starb 1961 im Alter von 82 Jahren in Ettlingen.
Seine Frau Helene Albiker geb. Klingenstein (1878–1952) war Malerin. Sein Sohn Carl Albiker (1905–1996) war Kunsthistoriker und Fotograf und trat ebenfalls zum 1. Mai 1933 der NSDAP bei (Mitgliedsnummer 2.459.203).

## Auszeichnungen
- 1910: Villa-Romana-Preis
- 1925: Ehrendoktorwürde der Technischen Hochschule Karlsruhe
- 1943: Goethe-Medaille für Kunst und Wissenschaft[7]
- 1953: Hans-Thoma-Preis
- 1957: Großes Bundesverdienstkreuz

## Ausstellungen (Auswahl)
- 1901: 8. Internationale Kunstausstellung im Glaspalast in München
- 1901: Münchener Sezession
- 1906: Karlsruher Jubiläumsausstellung
- 1923: Badische Bildhauer, Mannheim
- 1929: Werkbund-Ausstellung
- 1937: Deutsche Baukunst und Deutsche Plastik, 7. April bis 17. Mai
- 1937: Große Deutsche Kunstausstellung im Haus der Deutschen Kunst in München
- 1939: Retrospektive seiner Werke in der Kunsthalle Mannheim
- 1943: Junge Kunst im Deutschen Reich im Wiener Künstlerhaus
- 1944: Große Deutsche Kunstausstellung im Haus der Deutschen Kunst in München
- 1953: Dritte Deutsche Kunstausstellung, Dresden[12]
- 1996/1997: Karl Albiker, im Georgenbau des Dresdner Schlosses

## Werk

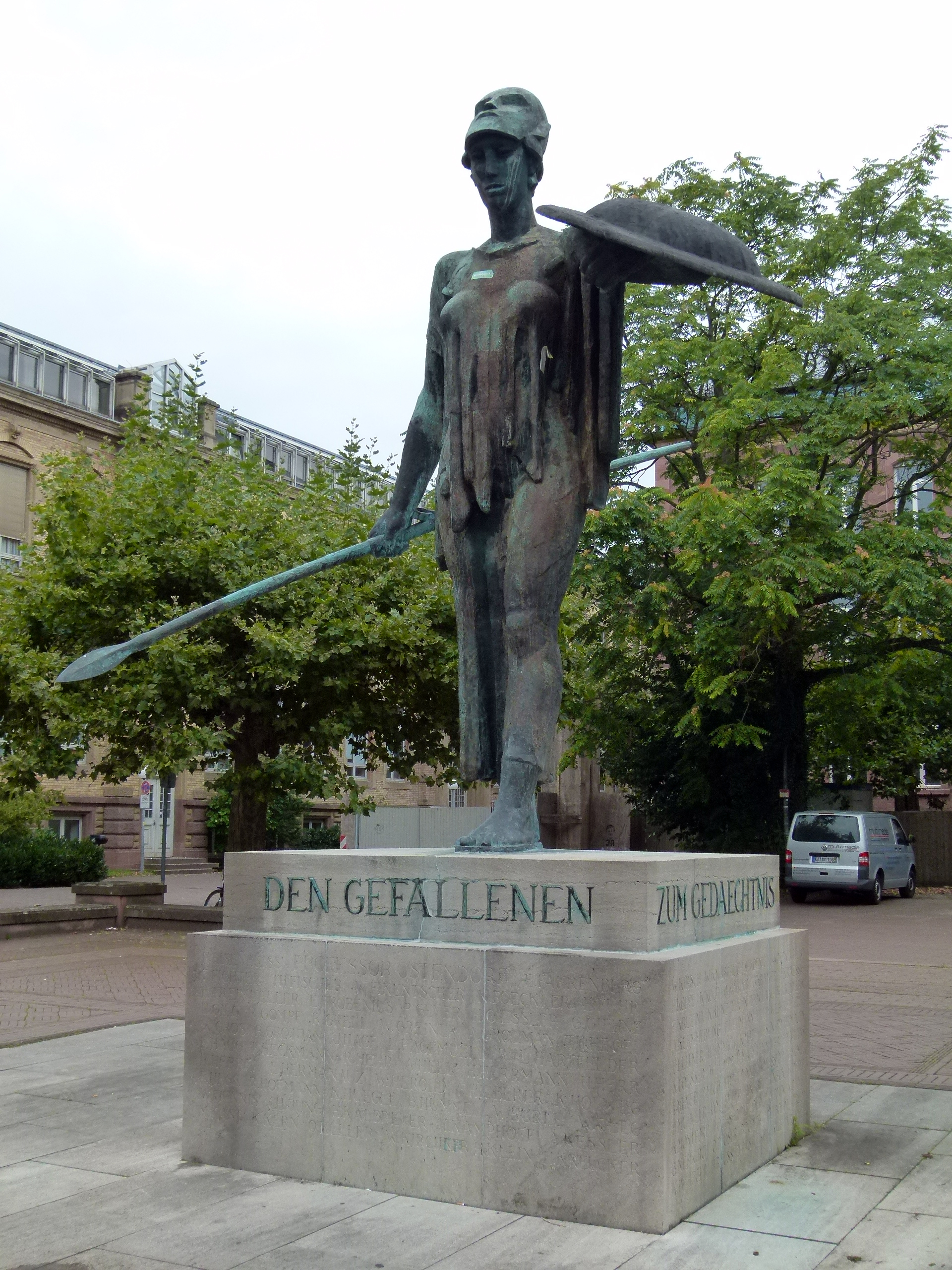
Pallas Athene – Ehrenhof Karlsruher Institut für Technologie

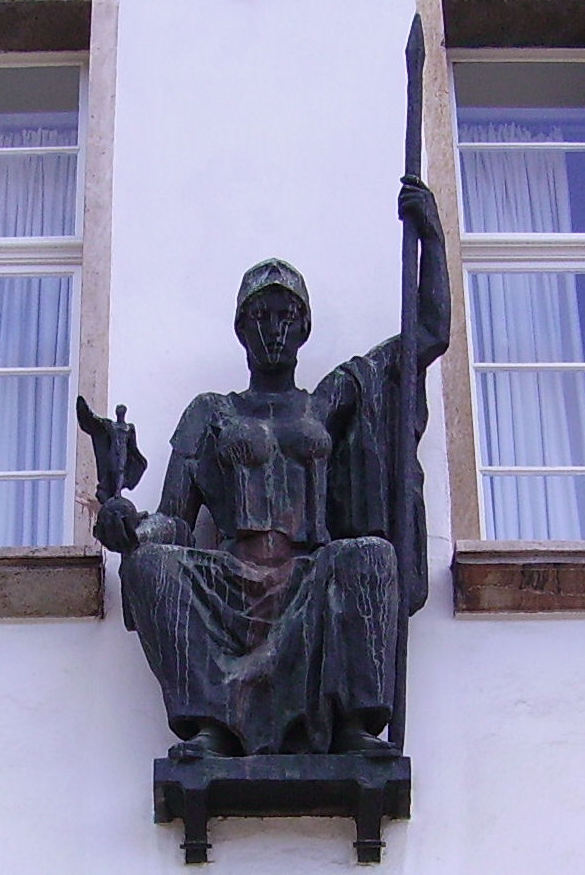
Dem lebendigen Geist, sitzende Athene (1931) über dem Eingang zur Neuen Universität der Ruprecht-Karls-Universität Heidelberg

Neben seinen Plastiken für den öffentlichen Raum gestaltete Karl Albiker auch Tonarbeiten für die Staatliche Majolika Manufaktur Karlsruhe, schuf Medaillen, Medaillons und Lithografien. Seine Werke sind unter anderem in der Städtischen Galerie Ettlingen im Schloss Ettlingen und im Städtischen Museum Zwickau zu sehen.
Plastiken
- 1905–1907: Plastik in den Pfullinger Hallen
- 1907: Reiherbrunnen in Baden-Baden
- 1910: Die Klage, auch genannt Die Trauernde (Bronze, 137 cm hoch) im Osthaus Museum Hagen
- 1910: Reliefs am Eingang der Mannheimer Christuskirche
- 1911–12: Fries am Küchlin-Theater in Basel
- 1913–15: Giebelrelief für das Konzerthaus Karlsruhe (im Weltkrieg zerstört)
- 1917–19: Zeppelin-Denkmal am Konstanzer Hafen
- 1922: St. Georg Relief für das Gymnasium in Zwickau
- 1923: Hl. Sebastian
- 1925: Pallas Athene als Gefallenendenkmal der Technischen Hochschule Karlsruhe
- 1926: Christusfigur aus Sandstein über dem Haupteingang der Dresdner Heilandskirche
- 1926: Gefallener Soldat (Großplastik) in Greiz, Greizer Park, in der Rotunde
- 1929: Gefallenenehrenmal Germania (Großplastik) auf dem Hauptfriedhof Freiburg im Breisgau
- 1929/1931: Hygieia in Dresden, Deutsches Hygiene-Museum
Durch die Luftangriffe auf Dresden 1945 wurde die Plastik stark beschädigt, ihre Überreste sollten 1952 eingeschmolzen werden. 1992 wurde sie vom Dresdner Bildhauer Wilhelm Landgraf wiederhergestellt.[13][14]
- 1931: Minerva in Heidelberg an der Ruprecht-Karls-Universität
- 1936: Die Diskuswerfer und Die Staffelläufer in Berlin, im Olympiapark (ehemaliges Reichssportfeld)
- 1937: Jüngling (Bronze, ausgestellt 1937 auf der Großen Deutschen Kunstausstellung in München)[15]
- 1938: Figurenfries Fliegender Genius am Gebäude des Luftgaukommandos IV in Dresden[16]
- 1954: Keramische Wandreliefs für das Treppenhaus der Pestalozzischule in Ettlingen

Schriften
- Das Problem des Raumes in den Bildenden Künsten. Frankfurt am Main 1962.

Nachlass
Ein Teil seines schriftlichen Nachlasses wird im Deutschen Kunstarchiv im Germanischen Nationalmuseum Nürnberg verwahrt.

## Schüler
- Walter Becker (1893–1984)
- Albert Braun (1899–1962)
- Friedrich Büschelberger (1904–1990)
- Hedwig Haller-Braus (1900–1989)
- Fritz Gerner (1906–1945)
- Joseph Krautwald (1914–2003)
- Magdalene Kreßner (1899–1975)
- Robert Propf (1910–1986)
- Hermann Rosa (1911–1981)
- Walter Schelenz (1903–1987)
- Herbert Volwahsen (1906–1988)
- Wilhelm Landgraf (1913–1998)